# Cuatro reyes indios

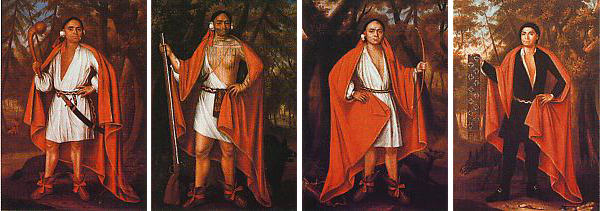
Cuatro reyes indios retratados por Jan Verelst, 1710. De izquierda a derecha: Etow Oh Koam (mohicano), Sa Ga Yeath Qua Pieth Tow, Ho Nee Yeath Taw No Row y Tee Yee Ho Ga Row. (Archivos nacionales de Canadá - Artista: Jan Verelst C-092421, C-092419, C-092417, C-092415)

Los cuatro reyes indios o cuatro reyes del Nuevo Mundo fueron tres jefes mohawk de la Confederación Iroquesa y un jefe mohicano de los algonquinos, cuyos retratos fueron pintados por Jan Verelst en Londres para conmemorar su viaje desde Nueva York a conocer ala Reina de Gran Bretaña en 1710. 
Los tres Mohawk eran Sa Ga Yeath Qua Pieth Tow del Clan del Oso, rey de Maguas, con el nombre cristiano Peter Brant (abuelo de Joseph Brant); Ho Nee Yeath Taw No Row del Clan del Lobo, rey de Canajoharie ("Gran Vasija Ardiente"), o Juan de Canajoharie; y Tee Yee Ho Ga Row, significando "Vida Doble", del Clan del Lobo, también llamado Hendrick Tejonihokarawa o rey Hendrick. El jefe mohicano era Etow Oh Koam del Clan de la Tortuga, erróneamente identificado en su retrato como Emperador de las Seis Naciones. Los mohicanos eran una tribu algonquina independiente de la Confederación Iroquesa. Un quinto jefe emprendió también el viaje, pero murió en el Atlántico.[cita requerida]
Los cuatro dirigentes americanos Nativos visiaton a la reina Ana en 1710 como parte de una visita diplomática organizada por Pieter Schuyler, alcalde de Albany, Nueva York. Fueron recibidos en Londres como diplomáticos, siendo transportado a través de las calles de la ciudad en carruajes reales y recibidos por la reina Ana en el Palacio de St. James. También visitaron la Torre de Londres y la catedral de San Pablo.
Además de pedir ayuda militar contra los franceses, los jefes pidieron misioneros que compensaran la influencia de los jesuitas franceses que estaban convirtiendo numeroso mohawk al catolicismo. La reina Ana informó el Arzobispo de Canterbury, Thomas Tenison. Una misión fue autorizada y el gobernador Schuyler ordenó construir una capilla al año siguiente en Fort Hunter (localizado cerca del pueblo mohawk de Lower Castle). La reina Ana envió como regalo un conjunto de comunión de plata y un órgano de caña. El pueblo mohawk de Lower Castle sería cristianizado a comienzos del siglo XVIII, a diferencia de Upper Castle en Canajoharie, río arriba.  Ninguna misión fue fundada en esta última localidad hasta que William Johnson, representante británico ante los iroqueses, construyó la Iglesia de Castillo en 1769.
Para conmemorar la visita diplomática a Londres, la Corona encargó al pintor Jan Verelst  los retratos de los cuatro reyes. Estas pinturas fueron expuestas en el Palacio de Kensington hasta 1977, cuando la reina Isabel II las mandó a los Archivos Nacionales de Canadá  en Ottawa.